# Onocolus perditus
Onocolus perditus là một loài nhện trong họ Thomisidae.
Loài này thuộc chi Onocolus. Onocolus perditus được Cândido Firmino de Mello-Leitão miêu tả năm 1929.